# Tawala's Last Redoubt
Tawala's Last Redoubt est un jeu vidéo de stratégie développé par Doug Carlston et publié par Brøderbund Software en 1981 sur Apple II et TRS-80. Il s’agit du quatrième volet de la série Galactic Saga après Galactic Empire (1979), Galactic Trader (1979) et Galactic Revolution (1980). Son scénario débute après la fin de ce dernier alors que vaincu, l’empereur Tawala Mungo s’est enfui sur une planète récemment découverte, Farside, sur laquelle il fait ériger une forteresse afin de se protéger. Le joueur commande un groupe de rebelles retranchés dans les montagnes et a pour objectif de vaincre définitivement l’empereur. Il ne dispose au départ que d’une centaine d’hommes et de quelques armes et doit gagner le soutien des natifs de la planète qui peuvent lui fournir de l’argent, des hommes et des armes afin d’augmenter sa puissance militaire,,,.